# 亮氨酸拉链

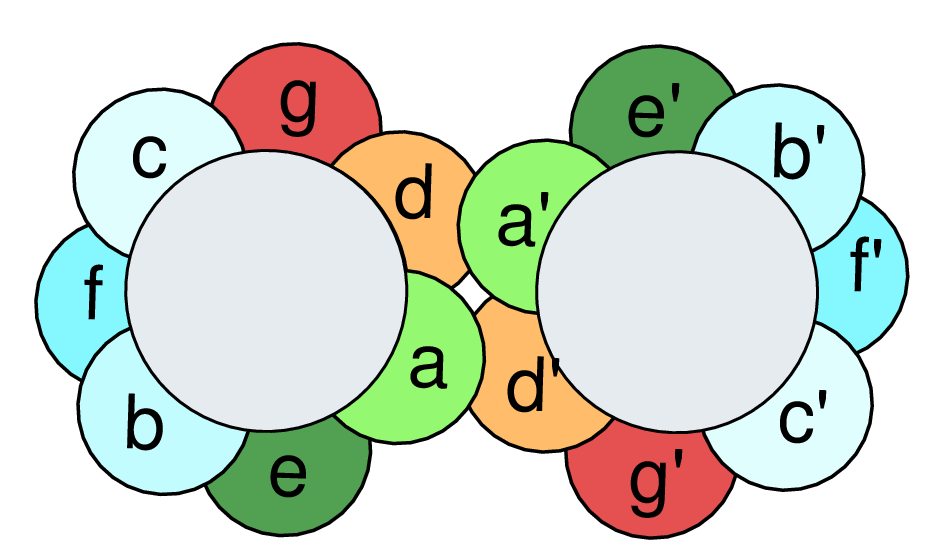
亮氨酸拉链的俯视图（或螺旋轮图），其中d表示氨基酸亮氨酸，与其它氨基酸共同排列形成两股平行的α螺旋。

亮氨酸拉链（英語：leucine zipper，亦称为亮氨酸剪刀）是蛋白质中一种常见的三维结构模体，常见于许多转录因子的DNA结合结构域，因此涉及基因的表达调控。亮氨酸拉链在真核生物和原核生物的蛋白中都有发现，但以真核生物居多。
亮氨酸拉链是一种作为二聚体化结构域的超二级结构，且使相互平行的α-螺旋之间产生粘附力。一个亮氨酸拉链包含了多个亮氨酸残基，通常每七个氨基酸残基就出现一次，这形成了一条两性的α-螺旋，疏水区只在其中一侧。这个疏水区提供了二聚化的区域，使得基序可以像“拉链”一样拉起来。此外，疏水亮氨酸区域对于其结合到DNA是不可或缺的。

## 结构

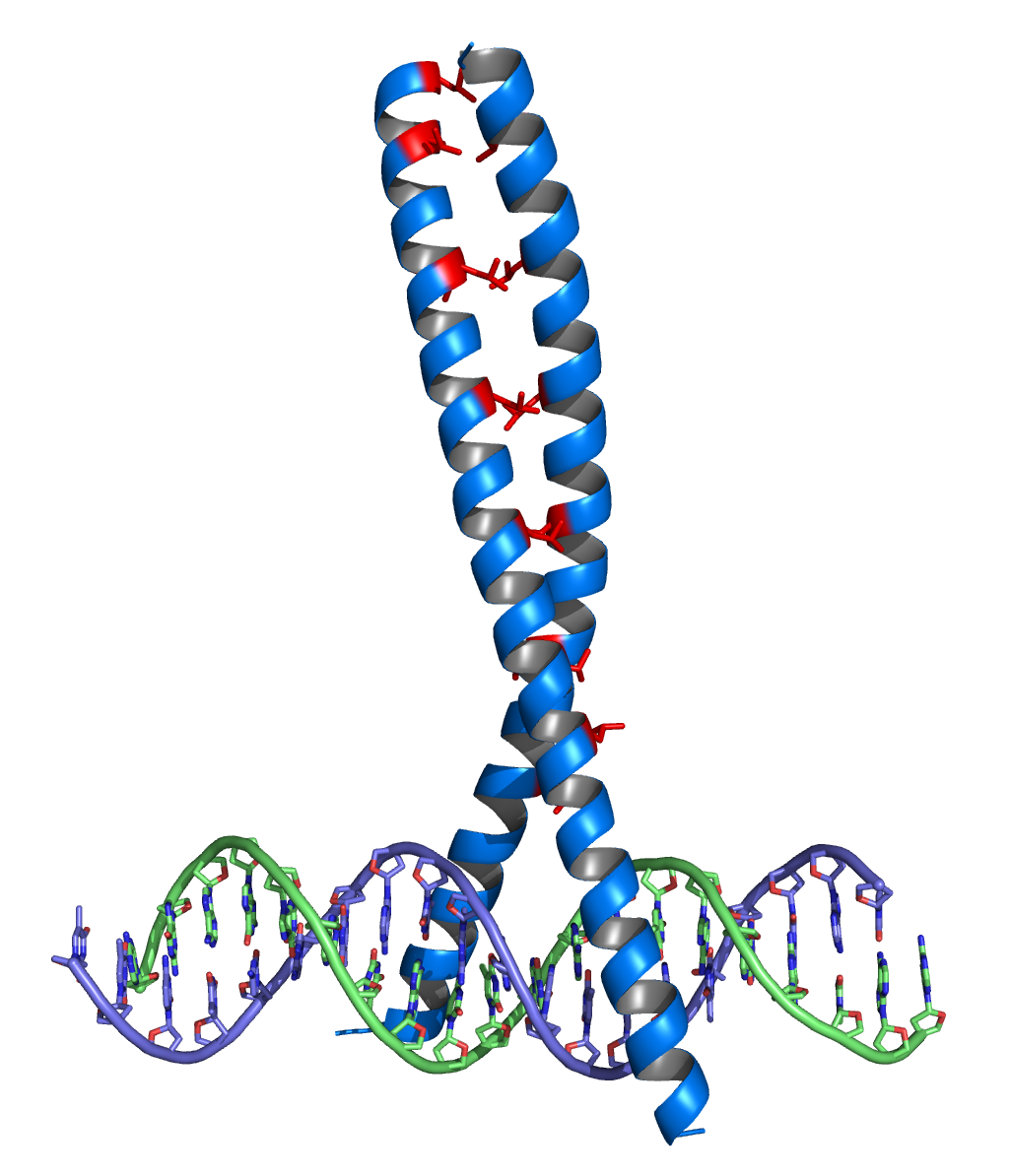
亮氨酸拉链（蓝色）结合到DNA上。红色的亮氨酸残基是该拉链的“齿”

亮氨酸拉链结构域的主要特征是七肽重复的d位上大部分都是常见氨基酸——亮氨酸。通过对特定的一些转录因子的序列比对，发现这些转录因子形式都是每七个氨基酸出现一个亮氨酸，于是亮氨酸拉链首次鉴定出来。后来发现这些亮氨酸形成了卷曲螺旋的疏水核心。
亮氨酸拉链的每一半都是由每七个位置一个亮氨酸的短α-螺旋组成。标准的每一转3.6个残基的α-螺旋结构在亮氨酸拉链中发生了轻微的变化，形成了每一转3.5个残基的α-螺旋。与七肽重复一样，每条链每两转就有一个亮氨酸与另一条链上的亮氨酸发生接触。
转录因子中的bZIP家族由两个区域组成，其中之一是通过氢键与DNA的小沟发生作用的碱性区域，另一区域是承担二聚化作用的疏水性的亮氨酸拉链。

## 生物学
亮氨酸拉链调节蛋白包括c-fos与c-jun（AP1转录因子），还有myc家族的成员包括myc、max与mdx1，它们是正常发育的重要调控物。如果它们在一些部位发生过量表达或突变，则会产生癌症。这些蛋白质以二聚体（同二聚体或异二聚体）的形式与DNA发生相互作用，又被称为碱性拉链蛋白（bZips）。